# Camille Danguillaume
Camille Danguillaume (* 4. Juni 1919 in Châteaulin; † 26. Juni 1950 in Arpajon) war ein französischer Radsportler.

## Leben
Camille Danguillaume entstammte einer Radsportfamilie: Vier Brüder (Andre, Marcel, Roland und Jean), zwei Neffen und zwei Schwäger, darunter Émile Idée, waren ebenfalls Radrennfahrer. Einer seiner Neffen ist Jean-Pierre Danguillaume, mehrfacher Etappensieger der Tour de France sowie Dritter des Straßenrennens bei den UCI-Straßen-Weltmeisterschaften 1975.
Danguillaume war Profi von 1942 bis zu seinem Tod im Jahre 1950. In den Jahren 1946 und 1948 gewann er das Critérium International, 1946 gemeinsam mit Kléber Piot. Der größte Erfolg seiner Laufbahn war sein Sieg bei Lüttich–Bastogne–Lüttich 1949 (bei dem er sich gegen vier Belgier durchsetzen konnte), im selben Jahr wurde er Achter bei den UCI-Straßen-Weltmeisterschaften 1949. 1949 gewann er das Rennen Zürich–Lausanne. Dreimal (1947, 1948 und 1949) startete er bei der Tour de France, fuhr sie aber nie zu Ende.
1950 startete Camille Danguillaume im Straßenrennen der französischen Straßenmeisterschaften. Dabei prallte er während des Finales auf dem Autodrome de Linas-Montlhéry, bei dem er gemeinsam mit Louison Bobet und Antonin Rolland in Führung lag, mit einem Presse-Motorrad zusammen und stürzte. Einige Tage später starb er im Krankenhaus.